# 根岸 (さいたま市)

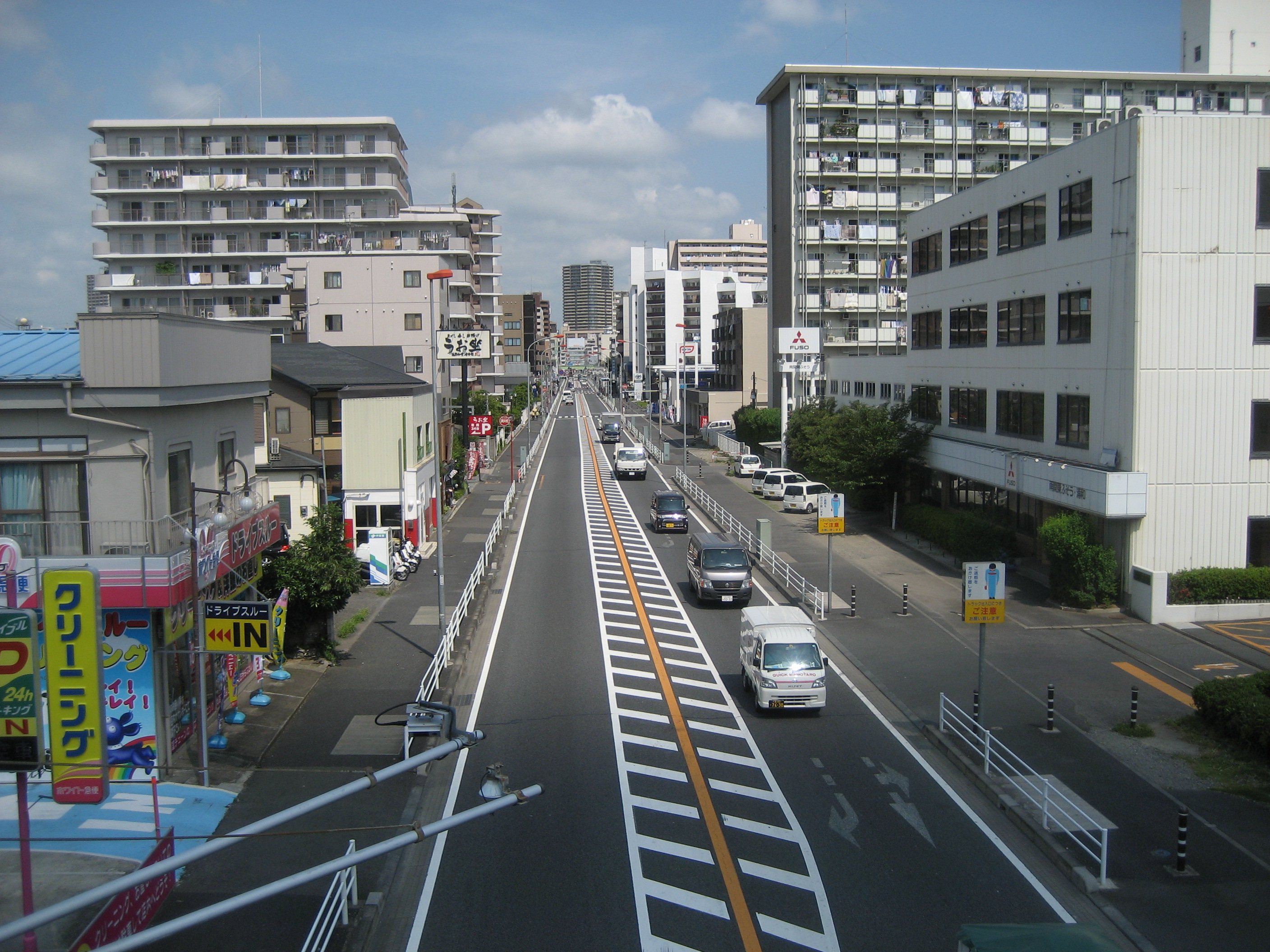
国道17号（中山道。写真右手が根岸）

根岸（ねぎし）は、埼玉県さいたま市南区の町名。現行行政地名は根岸一丁目から根岸五丁目。住居表示実施地区。郵便番号は336-0024。

## 地理
さいたま市南区中央部の沖積平野に位置している。地区の北部は大宮台地（浦和大宮支台）の南端に僅かに掛かる。地区の東側で文蔵、南側で辻、西側で白幡、北側で神明や南本町と隣接する。武蔵浦和駅と南浦和駅の間にある地区で、利便性から急速に宅地化した。また、全域が市街化区域であるが、「根岸1号生産緑地地区」などの生産緑地地区もわずかに見られる。国道17号沿線にはマンションの建設が相次いでいる。地区南側の辻用水周辺はかつての旧入間川流路跡であった。

## 歴史
もとは江戸期より存在した武蔵国足立郡浦和領に属する根岸村であった。『新編武蔵風土記稿』では民家60余。大谷場村に飛地を領していた。

### 沿革
- 発足時は幕府領、1704年（宝永元年）より翌年まで知行は一時的に旗本松平氏となる[5]。
- 幕末時点では足立郡根岸村であった。明治初年の『旧高旧領取調帳』の記載によると、代官大竹左馬太郎支配所が管轄する幕府領であった[注釈 3]。
- 1868年（慶応4年）6月19日 - 幕府領が武蔵知県事・山田政則（忍藩士）の管轄となる。
- 1869年（明治2年） 
  - 1月13日 - 武蔵知県事・宮原忠英の管轄区域に大宮県を設置、同県の管轄となる。県庁は東京府馬喰町に置かれる。
  - 9月29日 - 県庁が浦和に置かれ浦和県に改称。
- 1871年（明治4年）11月13日 - 第1次府県統合により埼玉県の管轄となる。
- 1879年（明治12年）3月17日 - 郡区町村編制法により成立した北足立郡に属す。郡役所は浦和宿に設置。
- 1889年（明治22年）4月1日 - 周辺の辻（浦和領辻）、白幡、別所、文蔵、沼影の村々と合併し六辻村となる[7][8]。六辻村の大字根岸となる[5]。
- 1938年（昭和13年）7月1日 - 六辻村が町制施行し、六辻町となる[9][8]。六辻町の大字となる。
- 1940年（昭和15年） - 六辻町大字根岸の一部を浦和市大字大谷場に編入する[5]。
- 1942年（昭和17年）4月1日 - 六辻町が浦和市に編入され[9][8]、浦和市の大字となる。
- 1947年（昭和22年） - 浦和市立六辻中学校（現、さいたま市立南浦和中学校）が開校する[5]。
- 1980年（昭和55年）11月1日 - 住居表示実施により大字根岸、白幡、辻町一丁目の各一部から根岸一丁目〜五丁目が成立[10]。また、同日大字根岸の一部が神明一丁目・二丁目、辻一丁目〜八丁目、南本町一丁目・二丁目の各一部となる。これにより大字根岸は消滅する[11]。
- 1985年（昭和60年）8月1日 - 地内に浦和市文化センター（現、さいたま市文化センター）が開館、同時に浦和市立南浦和図書館（現、さいたま市立南浦和図書館）が開館する。
- 2001年（平成13年）5月1日 - 浦和市、大宮市、与野市が合併し、さいたま市になる。
- 2003年（平成15年）4月1日 - さいたま市が政令指定都市に移行、区制を施行し、南区の町名となる。

## 世帯数と人口
2017年（平成29年）9月1日現在の世帯数と人口は以下の通りである。
| 丁目       | 世帯数    | 人口     |
| ---------- | --------- | -------- |
| 根岸一丁目 | 864世帯   | 1,979人  |
| 根岸二丁目 | 707世帯   | 1,523人  |
| 根岸三丁目 | 1,073世帯 | 2,173人  |
| 根岸四丁目 | 621世帯   | 1,255人  |
| 根岸五丁目 | 1,585世帯 | 3,573人  |
| 計         | 4,850世帯 | 10,503人 |

## 小・中学校の学区
市立小・中学校に通う場合、学区（校区）は以下の通りとなる。
| 丁目       | 番地        | 小学校                   | 中学校                   |
| ---------- | ----------- | ------------------------ | ------------------------ |
| 根岸一丁目 | 全域        | さいたま市立南浦和小学校 | さいたま市立岸中学校     |
| 根岸二丁目 | 全域        | さいたま市立南浦和小学校 | さいたま市立南浦和中学校 |
| 根岸三丁目 | 全域        | さいたま市立南浦和小学校 | さいたま市立南浦和中学校 |
| 根岸四丁目 | 4〜6番 16番 | さいたま市立南浦和小学校 | さいたま市立南浦和中学校 |
| 根岸四丁目 | その他      | さいたま市立南浦和小学校 | さいたま市立岸中学校     |
| 根岸五丁目 | 全域        | さいたま市立南浦和小学校 | さいたま市立白幡中学校   |

## 交通

### 鉄道
北部を東日本旅客鉄道（JR東日本）武蔵野線の武蔵浦和駅・南浦和駅間が通るが駅は無い。最寄り駅は、東日本旅客鉄道武蔵野線・埼京線の武蔵浦和駅または東日本旅客鉄道武蔵野線・京浜東北線の南浦和駅である。

### 道路
- 国道17号（中山道）
- 旧中山道 - 白幡との境になっている区間に焼米坂[注釈 4]がある。この坂の下を武蔵野線が通り、坂の西側（白幡）には市立南浦和小学校がある。
- 南陸橋通り - 旧中山道の焼米坂から（日本橋側から見て）2つ手前の交差点と南浦和越谷線の起点を、一ツ木通り、東日本旅客鉄道東北本線蕨駅・南浦和駅間（南浦和陸橋でオーバーパス。南浦和駅にホームのある線路は旅客案内上は「京浜東北線」と呼ばれ、橋の下には同線を走るE233系1000番台が所属するさいたま車両センターがある）などと交差し、常生寺やさいたま市文化センターなどを通って結ぶ道路。
- 文化通り - 南浦和駅西口とさいたま市文化センター前を結ぶ道路。

## 地域

### 寺社・史跡
- 神明神社（1丁目）
- 根岸薬師堂（4丁目）
- 常正院（4丁目）

### 公園・緑地
- 根岸前公園（1丁目）
- 神明丸公園（1丁目）
- 神明丸児童広場（1丁目）
- 根岸東児童公園（2丁目）
- 根岸西児童公園（3丁目）

### 施設
町域内に学校は無い。小学校の学区は南浦和小学校、中学校は1丁目と4丁目の一部が、岸中学校、2・3丁目と4丁目の一部が南浦和中学校、5丁目の生徒が、白幡中学校となっている。
1丁目
- さいたま市文化センター
- さいたま市立南浦和図書館
- コープネット事業連合本部
- 生活協同組合コープみらい本社

2丁目
- 南浦和保育園

3丁目
- 南消防署
- 六辻公民館
- 浦和若竹幼稚園

4丁目
- 根岸公会堂
- こどものいえ保育園
- 六辻第一分団（消防団）

5丁目
- 浦和第二高層団地
- 浦和白幡市街地団地
- JAさいたま六辻支店
- 東京信用金庫
- ベルク 浦和根岸店（2015年11月18日オープン[14]）